# Edward Kienholz

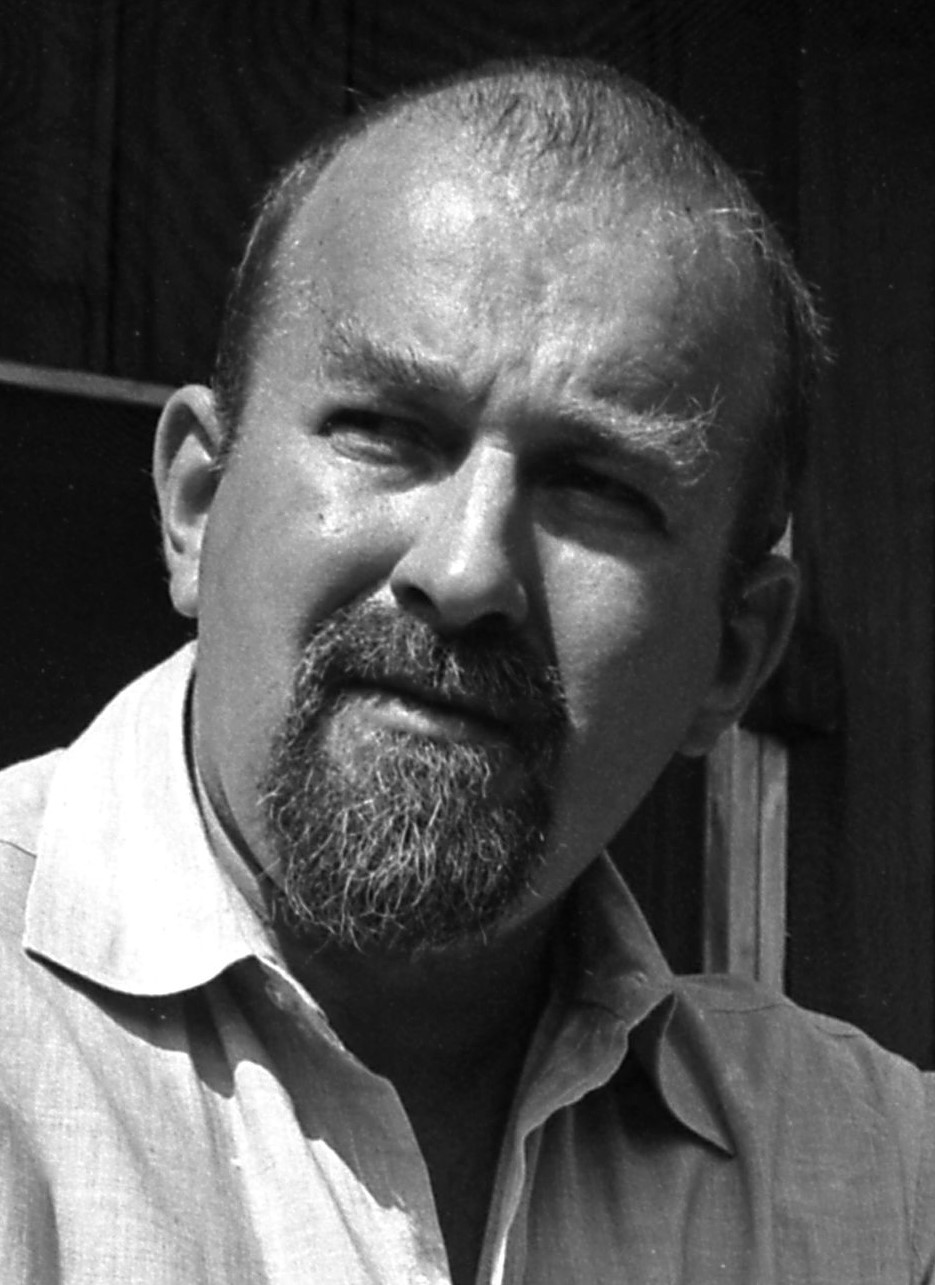
Edward Kienholz nel 1965

Edward Ralph Kienholz (Fairfield, 23 ottobre 1927 – Hope, 10 giugno 1994) è stato un artista statunitense, la cui produzione è caratterizzata dalla realizzazione di environements, o ambienti, nei quali lascia trasparire lo squallore e la brutalità della società americana del suo tempo, nonché della condizione umana in generale.

## Biografia
Figlio di un coltivatore e di una casalinga fervente religiosa, decide molto presto di lasciare la casa dei genitori. Dopo aver studiato arte a Spokane, esercita numerose professioni, tra cui rivenditore di auto usate e di aspirapolvere; col trasferimento a Los Angeles, avvenuto nel 1952, inizierà a dedicarsi con maggior interesse alla causa artistica.
Nel 1957, insieme a Walter Hopps, fonda la Ferus Gallery, che diventa il principale centro espositivo d'avanguardia di tutta Los Angeles. 
Kienholz inizia a realizzare i primi assemblaggi, attraverso manichini e altri oggetti di scarto, proprio a partire dalla fine degli anni Cinquanta, esponendo nella galleria da lui stesso fondata.
La fama cresce rapidamente e nel 1961 alcuni dei suoi assemblaggi sono esposti al MoMA di New York nella mostra "The art of Assemblage", curata da William Seitz, che presentava anche pezzi di Picasso, Braque, Duchamp, Cornell, Man Ray e Kurt Schwitters.
A partire dagli anni Sessanta gli assemblaggi diventano vere e proprie ricostruzioni di ambienti, come il celebre "Roxys" (1962), nel quale l'artista ricostruisce la stanza di uno squallido bordello americano, popolato da manichini femminili dall'aspetto inquietante e mostruoso. 
Dal 1963 Kienholz realizza anche "Concept Tableaux", che rispondono ad una esigenza mercantile puramente pratica. Visti i costi elevati per la realizzazione di un ambiente, l'artista progetta un corpus di opere che possono essere commercializzate prima che esistano realmente. L'acquirente poteva infatti acquistare ad un terzo del prezzo finale un tableau proposto dall'artista, ricevendolo sotto forma di targa in bronzo con una descrizione dettagliata dell'opera da realizzare. L'opera poteva rimanere in questa forma puramente concettuale ma, su richiesta dell'acquirente e dietro pagamento dei materiali e della manodopera, diventava un "ambiente" realmente compiuto. 
A partire dal 1972 e fino alla morte, l'artista vive per metà anno a Berlino e per metà nell'Idaho, a Hope insieme alla quinta moglie Nancy Reddin, sua collaboratrice e coautrice di molte opere.
Kienholz, da sempre sovrappeso e amante dell'alcool, muore di infarto il 10 giugno 1994 all'età di sessantasei anni.